# Hugo Diego Garcia
Hugo Diego Garcia (París, 1993) es un actor, escritor y director hispanofrancés. Estudió derecho y practicó boxeo antes de incursionar en la industria del cine. Estudió teatro y cine en Lyon y París, y luego se mudó a Los Ángeles.

## Vida y carrera
Hugo Diego García nació en 1993 en París, Francia. Es de nacionalidad francesa y española, y cuenta con ascendencia italiana.
Sus dos primeros cortometrajes fueron «Tony» y «Cagnolino». «Tony» fue nombrado uno de los «10 mejores cortometrajes de 2019» por UK Film Review y por los ganadores del Oso de Plata, Damiano y Fabio D'Innocenzo («La Terra Dell'Abbastanza», «Favolacce»). Hugo también interpretó un papel en «Touchées», el primer largometraje de Alexandra Lamy, y fue parte del elenco regular de la serie de Hulu «Death and Other Details».
En 2022, Hugo fue elegido junto a Demi Moore y Margaret Qualley para interpretar a Diego en «The Substance», dirigida por Coralie Fargeat. También interpreta a Coco en la película «The Killer», remake de John Woo. Hugo Diego además escribió, produjo y codirigió junto a Lorenzo Bentivoglio su primer largometraje, «Vache Folle», en el cual protagoniza. También dirigió el videoclip «Mauve» de su hermano MALO, en el que también aparece.